# Enicospilus ofellus
Enicospilus ofellus là một loài tò vò trong họ Ichneumonidae.